# 沃邦拦河坝

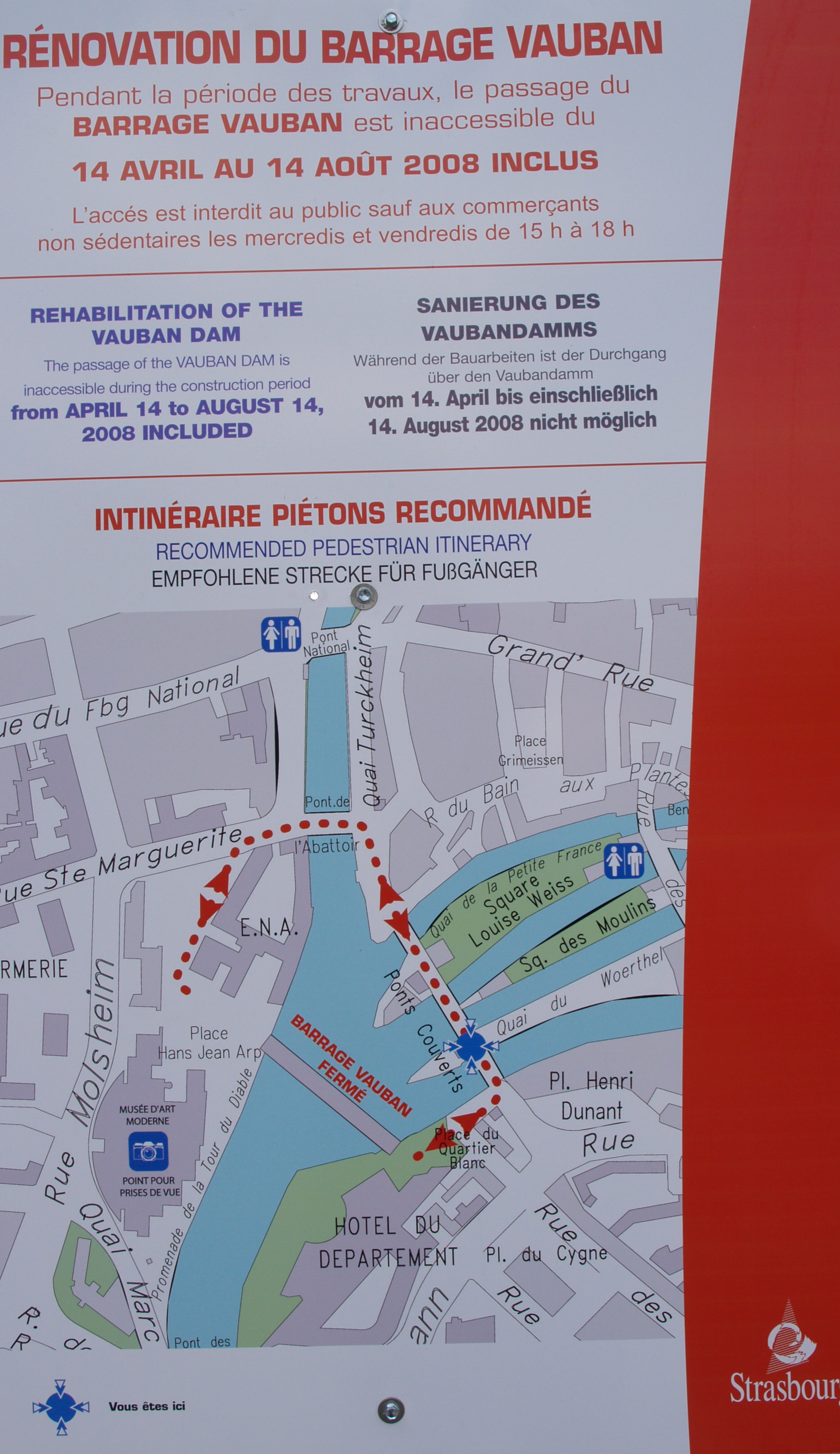
地图

沃邦拦河坝（Barrage Vauban）是斯特拉斯堡小法兰西区以西一个伊尔河上的一道拦河坝，兴建于1686年到1700年，设计者是法国工程师塞巴斯蒂安·勒普雷斯特雷·德·沃邦。沃邦拦河坝高达数层，刻有雕塑，顶部有观景平台。於1971年被列為法国历史遗迹。